# گمینا بیاو دونایتس
گمینا بیاو دونایتس (به لهستانی:  Gmina Biały Dunajec) یک گمینا در لهستان است که در شهرستان تاترا واقع شده‌است. گمینا بیاو دونایتس ۳۵٫۵۱ کیلومتر مربع مساحت و ۶٬۷۸۰ نفر جمعیت دارد.